# Campeonato Argentino M21 2014
El Campeonato Argentino de Menores de 21 años de 2014 fue un torneo para los seleccionados M21 de las uniones regionales afiliadas a la Unión Argentina de Rugby que participaron de la Zona Campeonato del Campeonato Argentino de Mayores de 2014, llevándose a cabo entre el 1 y el 29 de noviembre de 2014.
La Unión de Rugby del Alto Valle de Río Negro y Neuquén no participó del torneo debido a problemas con el transporte en largas distancias requeridas para competir en conjunto con su seleccionado de mayores. Se resolvió que el seleccionado disputase partidos amistosos cuando acordara con su eventual rival en el torneo de mayores, disputándose el Campeonato entre los cinco equipos restantes.
La Unión Cordobesa de Rugby se quedó con el campeonato de forma invicta y con puntaje ideal. Los Doguitos, que tenían fecha libre en la última ronda, se coronaron a una fecha del final al derrotar 27-17 de visitante a la Unión de Rugby de Buenos Aires.

## Equipos participantes
Formaron parte de este torneo las uniones participantes de la Zona Campeonato del Campeonato Argentino de Mayores de 2014, a excepción de la Unión de Rugby del Alto Valle de Río Negro y Neuquén, que sólo disputó encuentros amistosos.
| División                  | Equipo       | Unión                                                |
| ------------------------- | ------------ | ---------------------------------------------------- |
| Zona Campeonato 5 equipos | Buenos Aires | Unión de Rugby de Buenos Aires                       |
| Zona Campeonato 5 equipos | Córdoba      | Unión Cordobesa de Rugby                             |
| Zona Campeonato 5 equipos | Rosario      | Unión de Rugby de Rosario                            |
| Zona Campeonato 5 equipos | Salta        | Unión de Rugby de Salta                              |
| Zona Campeonato 5 equipos | Tucumán      | Unión de Rugby de Tucumán                            |
| Partidos amistosos        | Alto Valle   | Unión de Rugby del Alto Valle de Río Negro y Neuquén |

## Zona Campeonato
| Pos. | Equipo       | Encuentros | Encuentros | Encuentros | Encuentros | Tantos | Tantos | Tantos | Bonus | Bonus | Puntos |
| Pos. | Equipo       | PJ         | PG         | PE         | PP         | F      | C      | Dif    | BO    | BD    | Puntos |
| ---- | ------------ | ---------- | ---------- | ---------- | ---------- | ------ | ------ | ------ | ----- | ----- | ------ |
| 1.°  | Córdoba      | 4          | 4          | 0          | 0          | 138    | 53     | +85    | 4     |       | 20     |
| 2.°  | Buenos Aires | 4          | 3          | 0          | 1          | 183    | 48     | +135   | 3     |       | 15     |
| 3.°  | Rosario      | 4          | 2          | 0          | 2          | 94     | 93     | +1     | 2     |       | 10     |
| 4.°  | Tucumán      | 4          | 1          | 0          | 3          | 70     | 115    | -45    | 1     |       | 5      |
| 5.°  | Salta        | 4          | 0          | 0          | 4          | 32     | 208    | -176   |       |       | 0      |

|  | Campeón |

Primera fecha
| 1 de noviembre | Buenos Aires | 82 - 3  | Salta | CASI, San Isidro                       |                                        |
|                |              | Reporte |       | Árbitro(s): Emilio Traverso (Santa Fe) | Árbitro(s): Emilio Traverso (Santa Fe) |

| 1 de noviembre | Rosario | 18 - 32 | Córdoba | Jockey Club, Rosario                    |                                         |
|                |         | Reporte |         | Árbitro(s): Pablo Deluca (Buenos Aires) | Árbitro(s): Pablo Deluca (Buenos Aires) |

Segunda fecha
| 8 de noviembre | Buenos Aires | 44 - 15 | Rosario | CASI, San Isidro                      |                                       |
|                |              | Reporte |         | Árbitro(s): Federico Fioravanti (Sur) | Árbitro(s): Federico Fioravanti (Sur) |

| 8 de noviembre | Córdoba | 33 - 7  | Tucumán | Club La Tablada, Córdoba               |                                        |
|                |         | Reporte |         | Árbitro(s): Damián Schneider (Rosario) | Árbitro(s): Damián Schneider (Rosario) |

Tercera fecha
| 15 de noviembre | Salta | 11 - 46 | Córdoba | Jockey Club, Salta                     |                                        |
|                 |       | Reporte |         | Árbitro(s): Álvaro Del Barco (Tucumán) | Árbitro(s): Álvaro Del Barco (Tucumán) |

| 15 de noviembre | Tucumán | 14 - 27 | Rosario | Tucumán Lawn Tennis, Tucumán         |                                      |
|                 |         | Reporte |         | Árbitro(s): Sebastián Colman (Salta) | Árbitro(s): Sebastián Colman (Salta) |

Cuarta fecha
| 23 de noviembre | Buenos Aires | 17 - 27 | Córdoba | Hindú Club, Don Torcuato           |                                    |
|                 |              | Reporte |         | Árbitro(s): Carlos Poggi (Rosario) | Árbitro(s): Carlos Poggi (Rosario) |

| 23 de noviembre | Salta | 15 - 46 | Tucumán | Jockey Club, Salta                       |                                          |
|                 |       | Reporte |         | Árbitro(s): Esteban Filipanics (Córdoba) | Árbitro(s): Esteban Filipanics (Córdoba) |

Quinta fecha
| 29 de noviembre | Tucumán | 3 - 40  | Buenos Aires | Tucumán Lawn Tennis, Tucumán          |                                       |
|                 |         | Reporte |              | Árbitro(s): Federico Fioravanti (Sur) | Árbitro(s): Federico Fioravanti (Sur) |

| 29 de noviembre | Rosario | 34 - 3  | Salta | Jockey Club, Rosario                            |                                                 |
|                 |         | Reporte |       | Árbitro(s): Franco De Leonardis (Mar del Plata) | Árbitro(s): Franco De Leonardis (Mar del Plata) |

| Bandera de la Provincia de Córdoba |
| Córdoba Campeón                    |